# Filtro RYYB

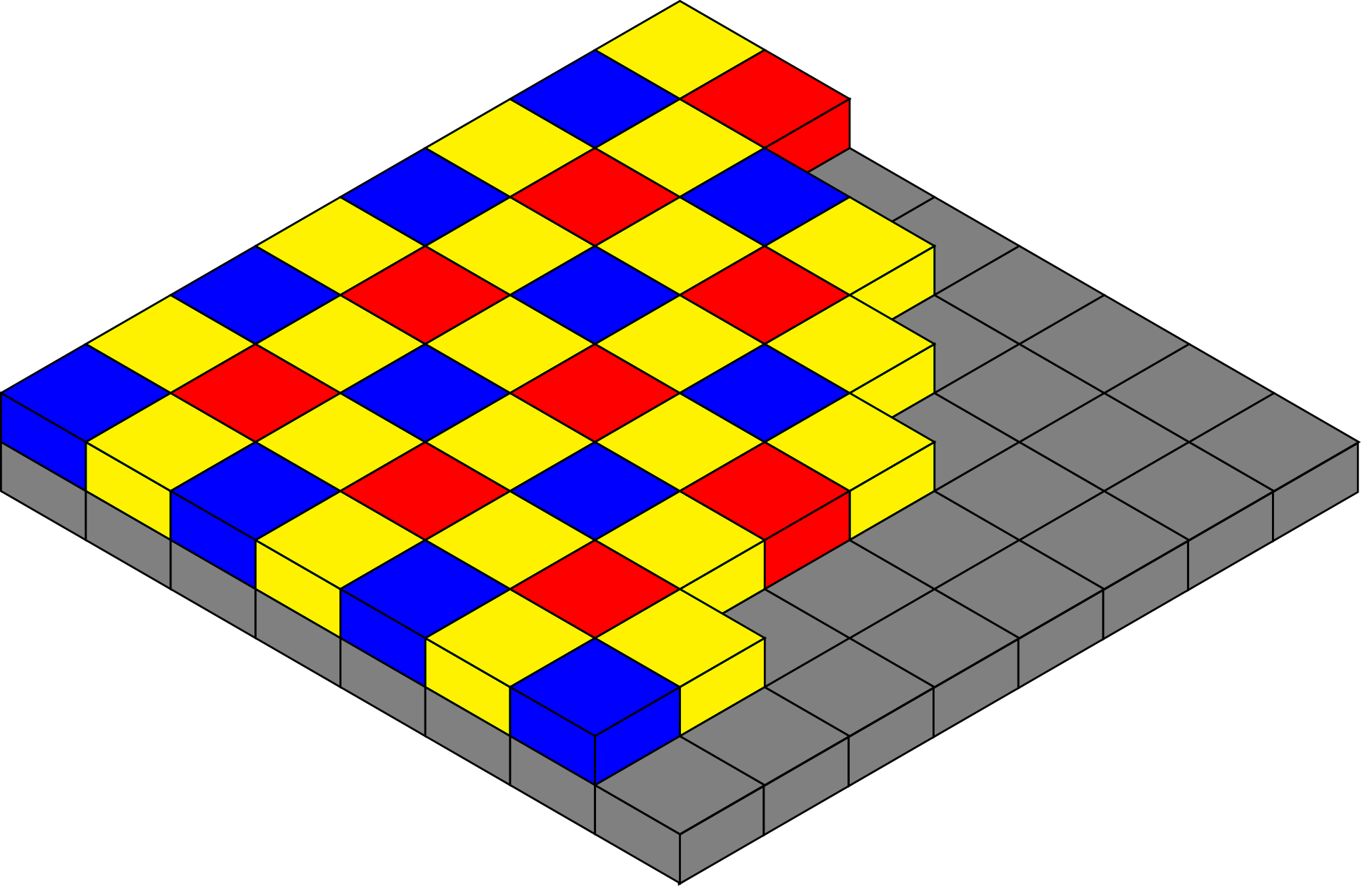
El patrón RYYB en un sensor de imagen.

En fotografía digital, el filtro RYYB es un mosaico de filtro de color alternativo al filtro Bayer (RGGB). Al igual que el filtro Bayer utiliza un mosaico de filtros de pixeles, pero con los colores rojo, amarillo y azul, y así, también requiere demosaicing para producir una imagen a todo color.
El RYYB da una información de luminancia más alta que el filtro de Bayer, pero a expensas de la exactitud del color.
El filtro RYYB es creado por Sony para la cámara del Huawei P30.